# Aurora-AFX-Formel-1-Serie
Die Aurora-AFX-Formel-1-Serie, auch bekannt als Britische Formel-1-Meisterschaft, war eine Monoposto-Rennserie, die von 1978 bis 1982 mit Fahrzeugen der Renn-Formel-1 ausgefahren wurde. 

## Die Serie
Die Rennserie bekam ihren Namen von der britischen Aurora Company, die von 1978 bis 1980 als Hauptsponsor der Serie aktiv war. Hervorgegangen ist die Meisterschaft aus der Group 8 Shellsport Meisterschaft, die zunächst mit Formel-5000-Rennwagen ausgefahren wurde, in der aber daneben 1976 und 1977 auch Formel-1- und Formel-2-Rennwagen zugelassen waren. Ab 1978 kamen nur noch Formel-1- und Formel-2-Fahrzeuge zum Einsatz. Zum großen Teil waren diese ausrangierte Fahrzeuge aus der Welt- bzw. Europameisterschaft, wie der McLaren M23, der Ensign N180, der Williams FW07 oder der Lyncar 006, die von den Aurora-Teams erworben wurden. Einzelne Modelle wie der March 781, Chevron B41 oder der BRM P230 traten jedoch nur in der Aurora-Serie an oder waren sogar speziell dafür entwickelt worden.
Die Serie zog eine Menge an Fahrern an; die Startfelder waren groß, 1978 versuchten insgesamt 38 Piloten sich für die jeweiligen Rennen zu qualifizieren. 1980 gab es den einzigen Sieg einer Frau bei einem Formel-1-Rennen; Desiré Wilson gewann am 7. April den Wertungslauf in Brands Hatch. Besondere Aufmerksamkeit erregte der 15-fache Motorrad-Weltmeister Giacomo Agostini, der 1979 und 1980 mit seinem Team und einem Williams FW06 an insgesamt 22 Läufen der Serie teilnahm.
Die meisten Veranstaltungen wurden auf Rennstrecken in Großbritannien abgehalten; Ausnahmen waren nur die Rennen in Nogaro, Monza, Zolder und Zandvoort. Erster Gesamtsieger war 1978 Tony Trimmer auf einem McLaren M23. Den letzten Titel dieser Serie holte sich 1982 Jim Crawford.

## Gesamtsieger
| Jahr | Serie                | Meister             | Fahrzeug               | gefahrene Rennen    | Pole- Positions     | Siege               | Podien              | Schnellste Rennrunden | Punkte              |                     |
| ---- | -------------------- | ------------------- | ---------------------- | ------------------- | ------------------- | ------------------- | ------------------- | --------------------- | ------------------- | ------------------- |
| 1978 | Shellsport F1 Series | Tony Trimmer        | McLaren M23-Cosworth   | 8/12                | 4                   | 5                   | 8                   | 5                     | 149                 |                     |
| 1979 | Aurora F1 Series     | Rupert Keegan       | Arrows A1-Cosworth     | 13/15               | 5                   | 6                   | 6                   | 4                     | 65                  |                     |
| 1980 | Aurora F1 Series     | Emilio de Villota   | Williams FW07-Cosworth | 12/12               | 6                   | 5                   | 9                   | 4                     | 85                  |                     |
| 1981 | Keine Meisterschaft  | Keine Meisterschaft | Keine Meisterschaft    | Keine Meisterschaft | Keine Meisterschaft | Keine Meisterschaft | Keine Meisterschaft | Keine Meisterschaft   | Keine Meisterschaft | Keine Meisterschaft |
| 1982 | British F1 Series    | Jim Crawford        | Ensign N180-Cosworth   | 4/5                 | 3                   | 3                   | 3.                  | 4                     | 34                  |                     |